# Ядловкер, Герман
Герман Ядловкер (5 (17) июля 1877 года, Рига — 13 мая 1953 года, Тель-Авив, Израиль) — латвийский певец (тенор) и музыкальный педагог. Репертуар Ядловкера включал оперные партии (в том числе премьерное исполнение Вакха в «Ариадне на Наксосе») и синагогальную музыку.

## Биография
Герман Ядловкер родился в Риге в 1877 году и в детстве пел в хоре в Рижской синагоге. В 15 лет, чтобы избежать карьеры коммерсанта, которую для него планировал отец, Герман сбежал из дома, отправившись в Австрию. Он учился вокалу у Йозефа Генсбахера в Венской консерватории и в 1897 году (по другим данным, в 1899 году) дебютировал в Кёльнской опере с партией Гомеса в «Ночном лагере в Гранаде» Крейцера.
В дальнейшем Ядловкер пел в оперных театрах Штеттина и Риги, с 1906 по 1910 год в опере Карлсруэ, одновременно с 1907 года в «Кролль-опере». По личному приглашению германского кайзера Вильгельма II выступал в Берлинской государственной опере, где в частности пел партию Лоэнгрина в одноимённой опере перед самим Вильгельмом и русским императором Николаем II. Также пел с 1906 по 1910 год в Венской государственной опере, с 1910 по 1919 — в «Метрополитен-опере» (Нью-Йорк), где получил широкую известность в партии Канио («Паяцы»). В 1912 году в Штутгарте в премьерной постановке «Ариадны на Наксосе» Рихарда Штрауса исполнил партию Вакха по личному приглашению автора.
По окончании Первой мировой войны вернулся в Европу, где снова пел в Берлинской государственной опере. В 20-е годы в основном перешёл на концертные выступления, а с 1929 года стал кантором рижской синагоги. С 1936 по 1938 год преподавал в Рижской консерватории. В 1938 году иммигрировал в подмандатную Палестину, где жил и преподавал в Тель-Авиве и Иерусалиме и выступал с созданным им хором канторов (под эгидой Иерусалимской консерватории). Умер в Тель-Авиве в 1953 году.
В числе его учеников Рудольф Берзинь.